# 淮河能源集团
淮河能源控股集团有限责任公司（简称淮河能源控股集团或淮河能源集团），是安徽省人民政府授权安徽省人民政府国有资产监督管理委员会管理的安徽省属国有企业。主要业务包括煤炭、电力、房地产、物流、金融、技术服务等。集团控股经营上市公司淮河能源。
淮河能源控股集团前身为淮南矿务局，1998年3月淮南矿务局改制为淮南矿业集团。2018年，经安徽省委、省政府批准，成立淮河能源控股集团，作为淮南矿业集团的控股股东。2019年11月，公司由淮南矿业集团更名为淮河能源控股集团有限责任公司。
根据中国企业联合会、中国企业家协会发布的2017“中国企业500强”榜单显示，淮南矿业集团以597.65亿元营业收入位列中国企业500强第253位，安徽省第三位。

## 图片

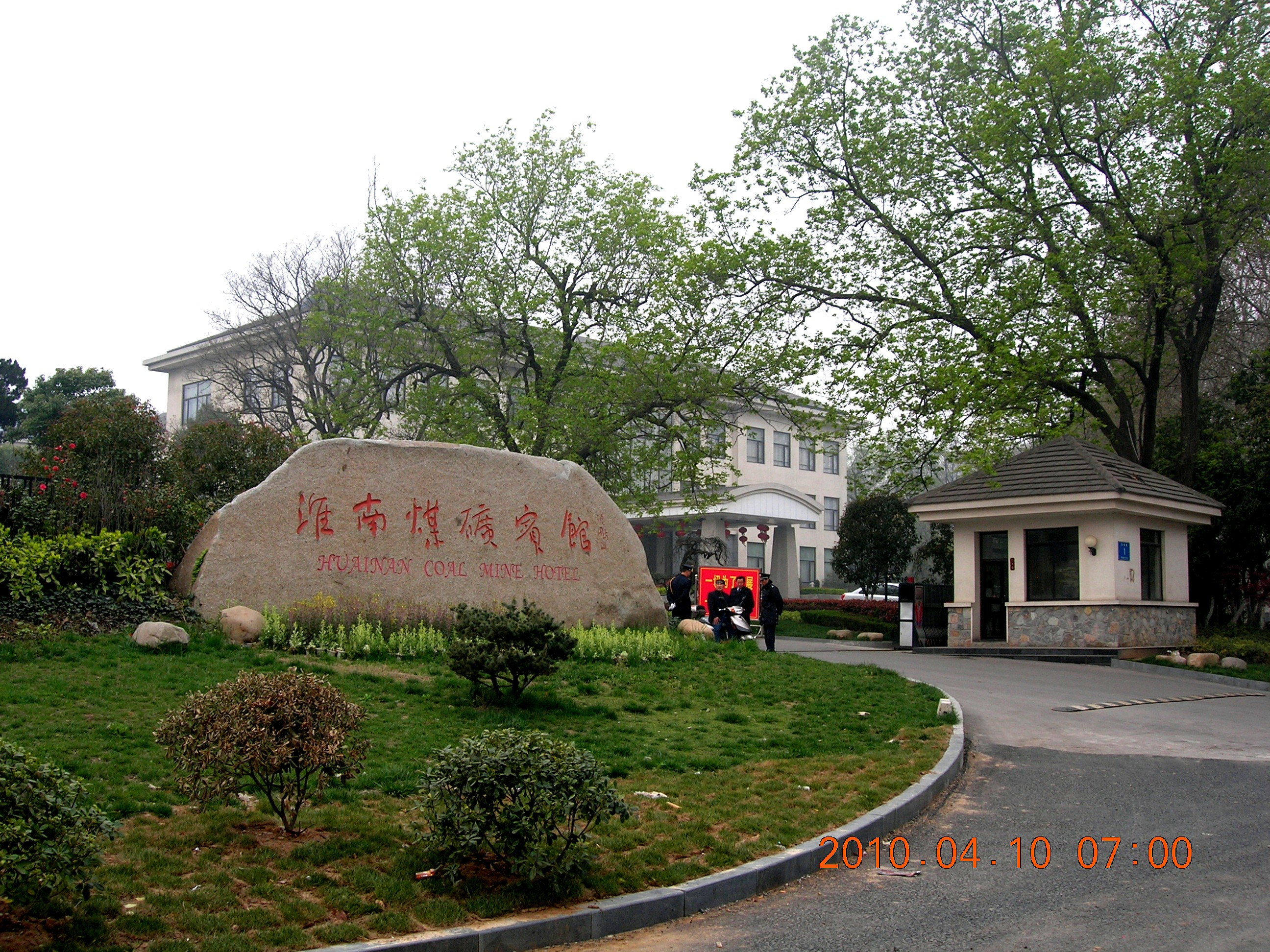
淮南煤矿宾馆
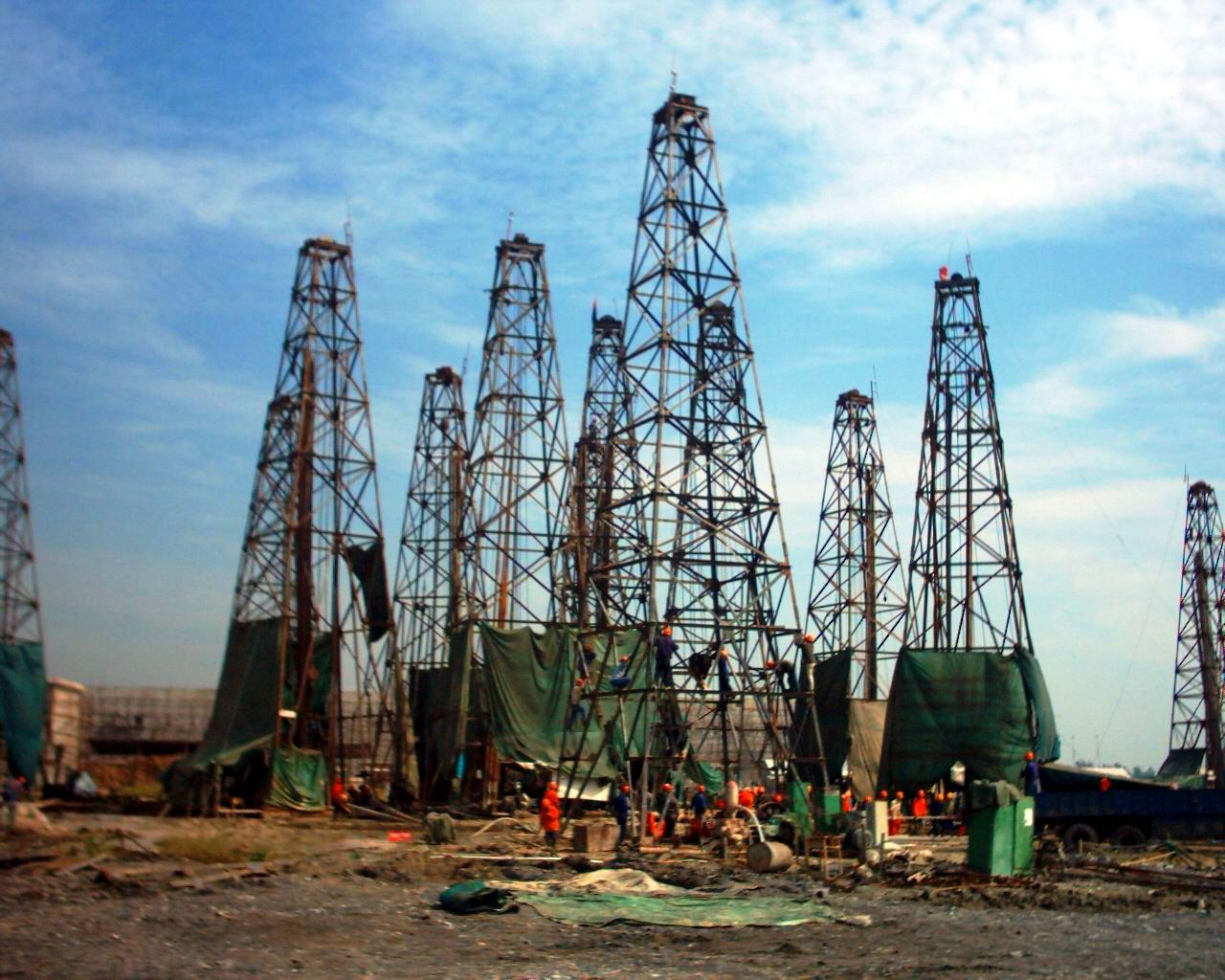
建设中的潘北煤矿（2001年）
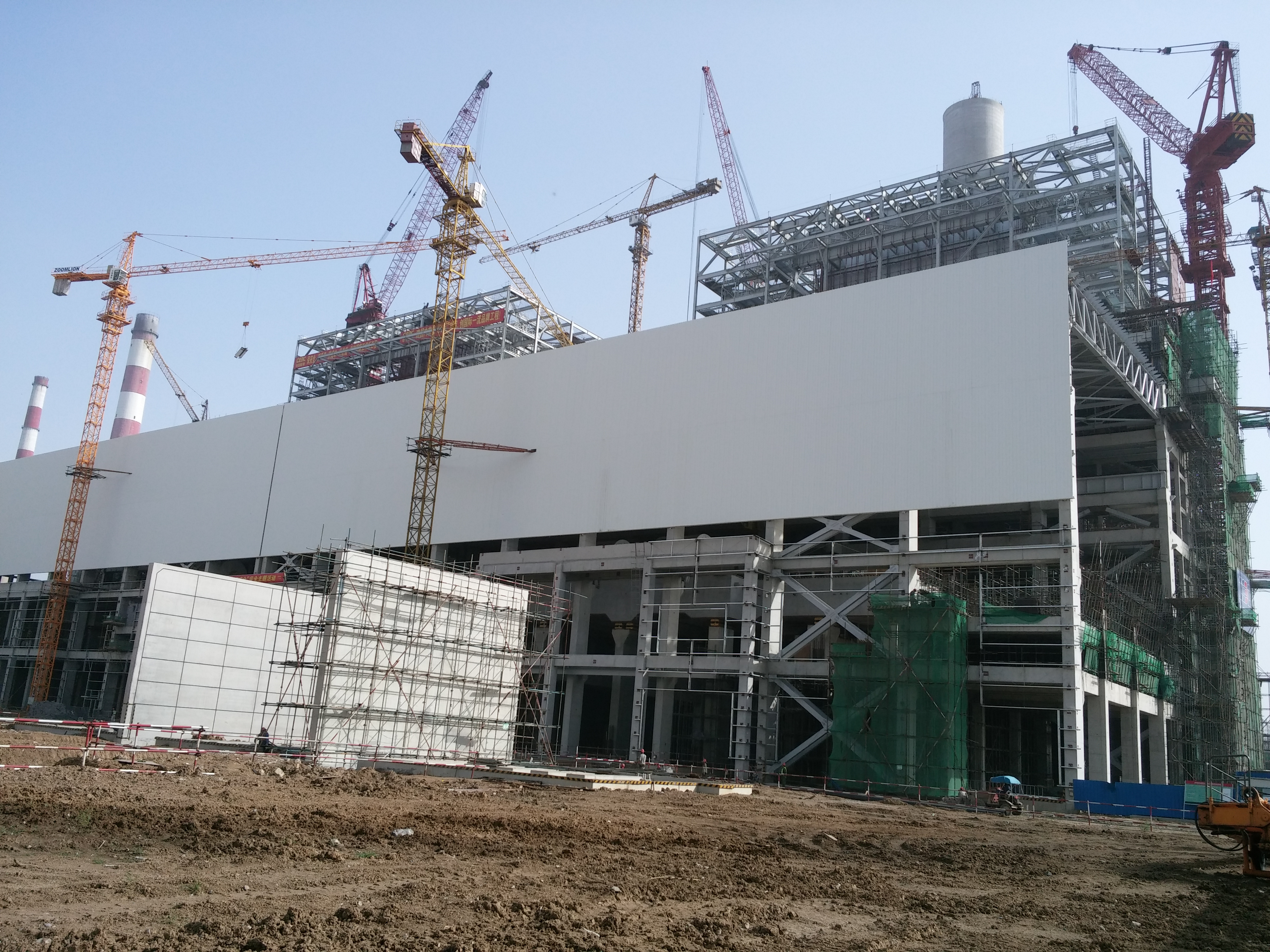
淮矿参股运营的平圩发电厂
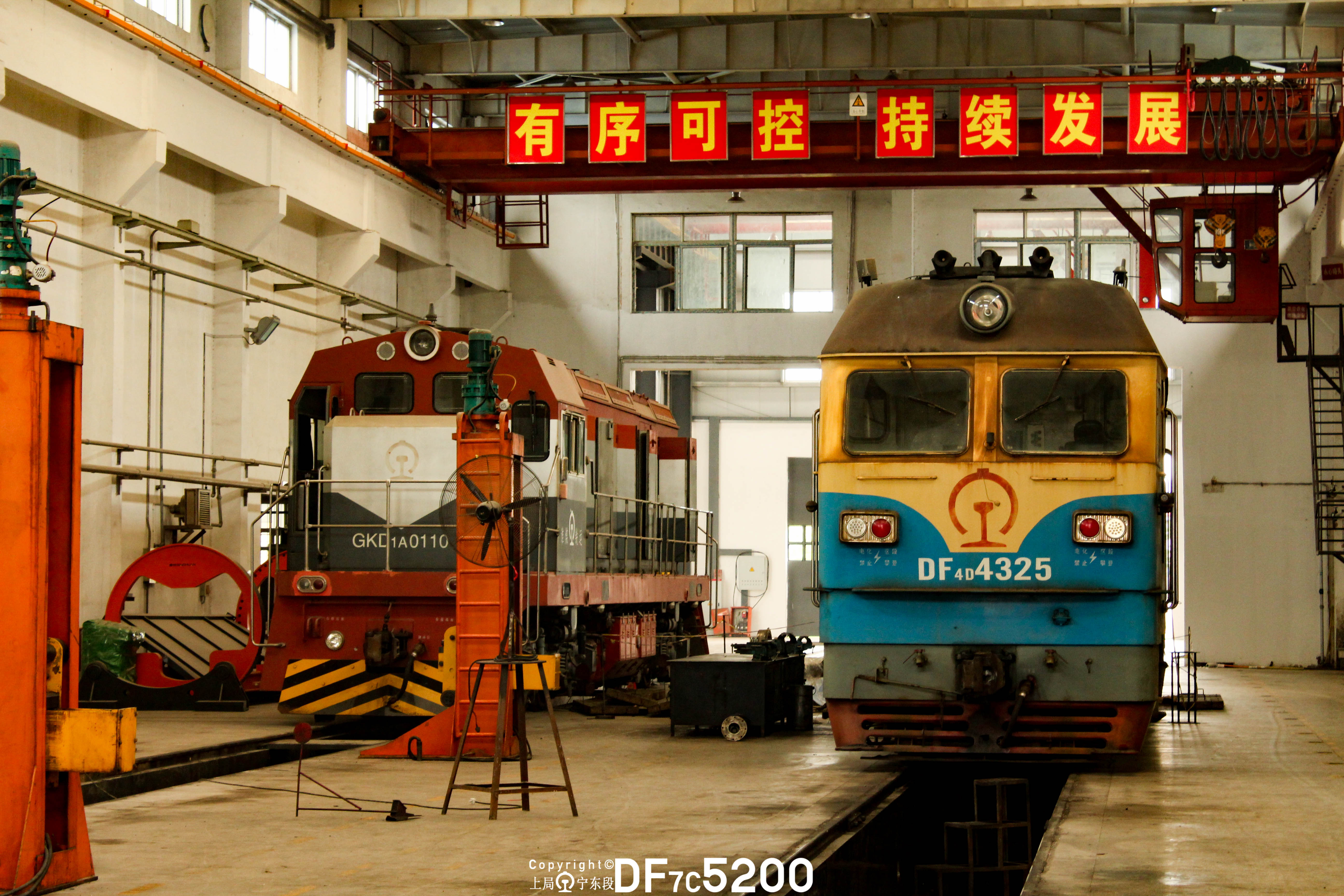
淮矿铁路田集检修库